# Getting Ready For The Heartbreak
Getting Ready For The Heartbreak je píseň nahraná roku 1962 americkým soulovým zpěvákem Chuckem Jacksonem.
Píseň byla vydaná jako singl s písní In Between Tears (strana "B") u společnosti Wand Records. Autorem hudby je Lockie Edwards Jr. a textařem Larry Weiss.
Roku 1964 nazpívala tuto píseň Dionne Warwick. Byla vydána na jejím druhém albu Anyone Who Had a Heart u společnosti Scepter Records. Byla umístěna jako pátá skladba alba na straně "A".
Mezi další interprety kteří tuto píseň nazpívali patří Iva Zanicchi, která nazpívala italskou verzi s názvem Credi. Tuto verzi nazpívala roku 1966 i česká zpěvačka Yvonne Přenosilová.